# Pneumonia atípica
A pneumonia atípica é aquela causada por agentes etiológicos menos prevalentes, incluindo o Mycoplasma pneumoniae (principal), a Chlamydia pneumoniae e a Legionella pneumophila.
Em comparação a pneumonia típica, o quadro clínico é mais brando, sendo caracterizado por início subagudo, febre não tão alta, os calafrios são infrequentes e tosse seca como sintoma predominante.
A radiografia mostra consolidação brônquica e o estudo do escarro não revela nenhuma bactéria visível na coloração de Gram e na cultura comum. 
Não respondem aos tratamentos típicos com antibioticos betalactâmicos ou sulfonamidas.

## Causas
Dentre as bactérias pode ser causada por Mycoplasma pneumoniae, Chlamydia pneumoniae, Chlamydophila psittaci (= Chlamydia psittaci), Legionella pneumophila ou Coxiella sp. Somadas respondem por cerca de 30% dos casos de pneumonia. Cada uma tem suas peculiaridades:
- Micoplasmose pulmonar (20%)
- Clamídia pulmonar (5%)
- Legionelose/ doença do legionário (2%)
- Febre Q/ coxielose (<1%)
- Psitacose (<1%)

Também podem incluir as pneumonias virais, que representam cerca de 5% das pneumonias, e podem ser causadas por influenza vírus, adenovírus, vírus sincicial respiratório, vírus parainfluenza humana, sarampo, varicela zoster ou hantavírus. 
Todas são transmitidas pelo ar em gotículas de saliva. O período de incubação geralmente é maior (por volta de 10-20 dias). Sao mais comuns em fumantes, idosos, imunodeprimidos e em países frios. Epidemias ocorrem a cada 3-5 anos, principalmente em aglomerados populacionais como asilos, quarteis, escolas e prisões. 

## Sinais e sintomas
Variam dependendo do agente, mas tendem a ser mais leves que os da pneumonia típica. Os mais comuns são:
- Tosse pouco produtiva
- Febre leve ou moderada
- Falta de ar após esforço
- Dor no peito que piora ao respirar profundamente ou ao tossir
- Dor de cabeça
- Perda de apetite
- Cansaço / falta de energia
- Dores musculares e rigidez
- Suor e calafrios
- Idosos podem sentir tontura

## Tratamento
Depende do agente causador, as bactérias gram-negativas geralmente podem ser tratadas com: 
- Macrolídeos como Eritromicina
- Fluoroquinolona como ciprofloxacino (nunca em crianças ou grávidas)
- Tetraciclinas como doxiciclina (nunca em crianças ou grávidas)
- Clindamicina

Se não tratadas podem invadir outros tecidos causando meningite, encefalite ou pleurite.